# Eastwick Loop (Metro de Filadelfia)
Eastwick Loop  es una estación en la Ruta 36 de la línea Verde del Metro de Filadelfia. La estación se encuentra localizada en Island Road en la Calle 18 y la Avenida Eastwick en Filadelfia, Pensilvania. La Autoridad de Transporte del Sureste de Pensilvania (por sus siglas en inglés SEPTA) es la encargada por el mantenimiento y administración de la estación.

## Descripción y servicios
La estación Eastwick Loop cuenta con 2 plataformas laterales y 2 vías.  

## Conexiones
La estación es abastecida por las siguientes conexiones: 
- Rutas de autobuses SEPTA: ninguna